# Broken Fetters
Broken Fetters is een Amerikaanse dramafilm uit 1916 onder regie van Rex Ingram.

## Verhaal
Mignon is de dochter van de Amerikaanse consul in Hongkong. Na de moord op haar vader wordt ze liefdevol opgevoed door de miljonair Kong Hee. Later droomt ze ervan om naar de Verenigde Staten te emigreren. De lepe slavenhandelaar Foo Shai krijgt dat in de gaten en hij stelt Mignon voor om met hem mee te reizen naar New York. Hij sluit haar er echter op en mishandelt haar. De kunstenaar Lawrence Demarest wordt verliefd op Mignon, maar hij kan haar niet redden uit de klauwen van Foo Shai. Uiteindelijk kan enkel haar vriend Chang haar bevrijden.

## Rolverdeling
| Acteur             | Personage               |
| ------------------ | ----------------------- |
| Kittens Reichert   | Mignon (als kind)       |
| Violet Mersereau   | Mignon (als volwassene) |
| Charles H. France  | Kong Hee                |
| Earl Simmons       | Bruce King              |
| Frank Smith        | Foo Shai                |
| William Dyer       | Kapitein                |
| Paul Panzer        | Carleton Demarest       |
| Isabel Patterson   | Mevrouw Demarest        |
| William Garwood    | Lawrence Demarest       |
| Paddy Sullivan     | Marguerite Laurier      |
| Guy Morville       | Mike                    |
| Charles Fang       | Rerchercheur            |
| Charles Tang       | Chang                   |
| Bowditch M. Turner | Hop Sing Toi            |